# 指臼岳
指臼岳（さしうすだけ）は択捉島中部にある火山。サジウス山の表記もある。ロシア名は露: Вулкан Баранского。

## 概要
安山岩、デイサイトの溶岩ドームをもつ成層火山。硫気活動をしている。
ロシア名はソビエト連邦時代の同国の経済地理学者ニコライ・バランスキーに因むもので、その英語読みからBaranskyi（バランスキー）とも呼ばれる。

## 噴火歴
- 1951年　噴火か?（住民の話によると小爆発があった。）[3]。